# Kruipwilgvloksteeltje
Het kruipwilgvloksteeltje (Flammulaster carpophilus) is een schimmel behorend tot de familie Tubariaceae. Hij komt voor in groepen in de grijze duinen. Hij leeft op afgevallen bladeren van kruipwilg (Salix repens).

## Kenmerken

### Uiterlijke kenmerken
De hoed heeft een diameter van 2,5 tot 15 mm. De hoed is okerkleurig en fijnkorrelig.
De steel is 8 tot 40 mm lang en 1 tot 2,5 mm dik.

### Microscopische kenmerken
De sporen zijn amandelvormig met stompe top, soms ellipsvormig in zijaanzicht, dunwandig, bleek bruin, glad, soms met een onduidelijke kiempore en meten 6,0-10 × 4,0-5,5(-6), met een Q-getal van 1,3 tot 2,0 en Q-avg 1,4 tot 1,8. De cheilocystidia zijn flesvormig, dunwandig en meten 25-70 × 4-10 μm.

## Verspreiding
In Nederland komt het kruipwilgvloksteeltje matig algemeen voor. De vorm is halfbolvormig en later uitspreidend. De hoed is hygrofaan. De kleur is roze-oker tot bleek rozebruin en wat lichter aan de rand.